# Colfelice
Colfelice – miejscowość i gmina we Włoszech, w regionie Lacjum, w prowincji Frosinone.
Według danych na rok 2004 gminę zamieszkiwały 1853 osoby, 132,4 os./km².